# Stylophora wellsi
Stylophora wellsi е вид корал от семейство Pocilloporidae. Видът е почти застрашен от изчезване.

## Разпространение и местообитание
Разпространен е в Джибути, Египет, Еритрея, Йемен, Израел, Йордания, Мадагаскар, Оман, Саудитска Арабия, Сомалия и Судан.
Обитава океани, морета, заливи и рифове. Среща се на дълбочина около 3,5 m, при температура на водата около 26,5 °C и соленост 35,9 ‰.